# Julius Falkenstein
Julius Falkenstein (né le 25 février 1879 à Berlin, mort le 9 décembre 1933 dans la même ville) est un acteur allemand.

## Biographie
Julius Falkenstein a son premier engagement en 1904. Il joue le plus souvent pour des théâtres berlinois, mais a des contrats avec le Lustspielhaus de Düsseldorf de 1908 à 1910, le Wiener Bürgertheater (de) en 1911 et le Theater an der Wien en 1912. Falkenstein, qui est particulièrement remarqué pour ses qualités comiques, fait souvent des tournées.
Julius Falkenstein commence sa carrière au cinéma en 1914. Ses rôles sont généralement secondaires, mais on le reconnaît avec son crâne chauve et son monocle. Il joue les nobles, les officiers ou les hauts fonctionnaires, parfois plus de 20 fois dans l'année. Il est aussi présent à l'Opéra-Comique de Berlin et au Theater am Kurfürstendamm. Il écrit une comédie, Julie, qui a un certain succès.
L'arrivée au pouvoir des nazis en 1933 met fin brutalement à sa carrière à cause de son origine juive. Il obtient un permis, mais ne joue que dans un film. Il meurt dans l'année d'une méningite. Il est enterré au cimetière juif de Berlin.

## Filmographie sélective
- 1914 : Die geheimnisvolle Villa
- 1916 : Arme Eva Maria (de)
- 1916 : Quand j'étais mort d'Ernst Lubitsch
- 1917 : Pension Trudchen
- 1917 : Else und ihr Vetter (de)
- 1917 : Die Prinzessin von Neutralien (de)
- 1918 : Der Rodelkavalier (de)
- 1918 : Ihr Junge
- 1918 : Der geprellte Don Juan (de)
- 1919 : König Nicolo (de)
- 1919 : Das Mädchen aus dem wilden Westen (de)
- 1919 : La Princesse aux huîtres
- 1920 : Romeo und Julia im Schnee (de)
- 1920 : Die Tänzerin Barberina
- 1921 : Der Gang durch die Hölle
- 1921 : Der Roman der Christine von Herre
- 1921 : La Découverte d'un secret
- 1922 : Docteur Mabuse le joueur
- 1922 : Don Juan
- 1922 : Lola Montez (en)
- 1923 : Der Wetterwart (de)
- 1924 : Les Finances du grand-duc
- 1925 : Der behexte Neptun. Paulchen als Sportsmann (de)
- 1925 : Rêve de valse (de)
- 1926 : Die Warenhausprinzessin
- 1926 : Les Frères Schellenberg
- 1927 :À huis clos (Unter Ausschluß der Öffentlichkeit) de Conrad Wiene
- 1927 : Männer vor der Ehe
- 1927 : Das tanzende Wien (Dancing Vienna) de Friedrich Zelnik
- 1928 : Shéhérazade d'Alexandre Volkoff
- 1928 : Die Regimentstochter
- 1928 : Les Espions
- 1928 : La Souris bleue (de)
- 1929 : À quoi rêve une femme au printemps
- 1929 : Adieu, Mascotte
- 1929 : Die Nacht gehört uns (de)
- 1930 : Anny... music-hall (Die vom Rummelplatz) de Karel Lamač
- 1930 : Liebe im Ring
- 1930 : Tingel-Tangel
- 1930 : Der Andere
- 1931 : Nie wieder Liebe d'Anatole Litvak
- 1931 : Die Faschingsfee de Hans Steinhoff
- 1931 : Der wahre Jakob (de)
- 1931 : Autour d'une enquête de Robert Siodmak
- 1931 : Le congrès s'amuse d'Erik Charell et Jean Boyer
- 1931 : Sur le pavé de Berlin de Phil Jutzi
- 1931 : Victoria et son hussard
- 1931 : Tumultes de Robert Siodmak
- 1932 : Le Vainqueur de Hans Hinrich et Paul Martin
- 1932 : Das Lied einer Nacht d'Anatole Litvak
- 1932 : Un homme sans nom (Mensch ohne Namen) de Gustav Ucicky et Roger Le Bon
- 1932 : Unmögliche Liebe d'Erich Waschneck
- 1932 : À moi le jour, à toi la nuit (Ich bei Tag und Du bei Nacht) de Ludwig Berger et Claude Heymann
- 1932 : Pile ou Face de Hanns Schwarz
- 1933 : Hände aus dem Dunkel, d'Erich Waschneck
- 1933 : Lachende Erben de Max Ophüls
- 1933 : Moi et l'Impératrice de Friedrich Hollaender
- 1933 : The Only Girl de Friedrich Hollaender
- 1933 : Spione am Werk (de) de Gerhard Lamprecht
- 1933 : Ein Lied für Dich (de) de Joe May
- 1933 : Manolesco, prince des sleepings de Victor Tourjanski
- 1934 : Das Blumenmädchen vom Grand-Hotel